# حكومة أمستردام
حكومة أمستردام تتكون من عدة أشكال إقليمية ووظيفية من الحكومة المحلية والإقليمية. الشكل الرئيسي للحكومة هو بلديات أمستردام، هولندا. أراضي البلدية تغطي مدينة أمستردام، فضلاً عن عدد من البلدات الصغيرة. مدينة أمستردام هي أيضاً جزء من عدة مناطق من الحكومة الإقليمية. وتشمل هذه (هيئة المياه) مجلس المياه أمستل، خوي، وفيخت، وهي المسؤولة عن إدارة المياه، و Stadsregio  (منطقة مدينة) أمستردام، التي لديها مسؤوليات في مجالات التخطيط المكاني والنقل العام.

## توأمة
لحكومة أمستردام اتفاقيات توأمة مع كل من:
- لوس أنجلوس
- تورونتو
- بوغوتا
- ريغا
- دلفزايل
- أثينا